# Kuniko Mukōda
Kuniko Mukōda (向田 邦子, Mukōda Kuniko, 28 novembre 1929 - 22 août 1981) est une romancière et une scénariste japonaise de télévision. La plupart de ses scénarios se concentrent sur la vie de famille au jour le jour et les relations entre personnes. Elle reçoit le prix Naoki en 1980 pour ses nouvelles Hanano Namae, Kawauso et Inugoya.

## Biographie
Née à Tokyo, dans le quartier de Wakabayashi (ja), de l'arrondissement spécial de Setagaya, Mukōda parcourt le Japon dans son enfance en raison de la profession de son père. Après avoir obtenu son diplôme de l'université Jissen pour femmes, elle est employée à la Ondori Company, société de films publicitaires, en 1952. En 1960, elle quitte la société et devient scénariste et écrivaine pour la radio.
Elle périt le 22 août 1981 lorsque le vol Far Eastern Air Transport 103 dans lequel elle se trouvait s'écrase à Sanyi, dans l'Ouest de Taïwan.

## Adaptation au cinéma
- 1989 : Les Copains d'abord (あ・うん, A un?) de Yasuo Furuhata